# 橘家扇蔵
橘家 扇蔵（たちばなや せんぞう）は、落語家の名前。かつて入船扇蔵、現在は入船亭扇蔵として名乗られる。
- 橘家扇蔵 - 後∶橘家文三
- 橘家扇三 - 四代目橘家圓蔵門下。下記の扇蔵と同一人物とも。

「文之助系図」よると四代目橘家圓蔵の門に「桶忠」といった人物が才蔵から扇蔵になったとある。尚、扇三（せんぞう）も名乗ったという。
1919年に真打の看板を上げる。1921年に東西会で大看板になったという。その後昭和のはじめ頃に扇蔵と復名し最後は上方で1938年頃没した。本名も不詳。
六代目三遊亭圓生によると前座を1年ほどで終えた後に神戸あたりで長らく修行していた。『ちょいと聴くと大変上手そうであったが、実はハッタリみたいな芸なんです。』と評している。